# Бадридзе, Гия Датикович
Гия Датикович Бадридзе (1928 — 1999) — советский и грузинский киноактёр и сценарист.

## Биография
Родился в семье Д. Г. Бадридзе.

## Фильмография
- И в замке радость я найду (1993)
- Браво, Альбер Лолиш! (1987)
- Рассказ бывалого пилота (1984)
- Понедельник — день обычный (1984)
- Моя тётя Дуду (1984)
- Ратили (1983)
- Дмитрий II (1982)
- Для любителей решать кроссворды (1981)
- Огарёва, 6 (1980)
- Как жить без тебя? (1980)
- Гонцы спешат (1980)
- Несколько интервью по личным вопросам (1978)
- Настоящий тбилисец и другие (1976)
- В кино (1976)
- Не верь, что меня больше нет (1975)
- Сибирский дед (1973)
- Перед рассветом (1971)
- Не горюй! (1968)

## Сценарист
- И в замке радость я найду (1993)
- Они (1992)
- Ашик-Кериб (1988)
- Кто четвёртый? (1985)
- Ратили (1983)
- Для любителей решать кроссворды (1981)
- Кавказский пленник (1975)
- Мои каникулы (1973)
- Чари-рама (1972)
- Шарманка (1967)